# مارغريت إس. كولينز
مارغريت إس. كولينز (بالإنجليزية: Margaret S. Collins) هي عالم حيوانات وعالمة حشرات أمريكية، ولدت في 1922 في Institute, West Virginia ‏ في الولايات المتحدة، وتوفيت في 1996 في جزر كايمان في المملكة المتحدة.